# Hoyko Manninga
Hoyko Manninga (auch: Haiko oder Hayko Manninga; * nach 1509, † 1568) war der letzte männliche Nachkomme der ostfriesischen Häuptlingsfamilie Manninga, die seit etwa 1400 in Pewsum residierte. Sein Vater Focko Manninga († 1539) hatte 1529 begonnen, das Steinhaus zu Pewsum in eine vierflügelige Burg (die Manningaburg) umzubauen. Hoyko Manninga setzte nach dem Tod des Vaters den Ausbau des Stammsitzes der Familie fort. 
Zwar war Hoyko Manninga relativ gut situiert und begütert, er hatte aber mit dem väterlichen Erbe auch beträchtliche Schulden übernommen. Mit seiner ersten Frau Tetta, der Erbin von Herrlichkeit und Burg Oldersum bzw. mit seiner zweiten Gemahlin, Johanna Mulert zu Kranenburg, lebte er zudem sehr verschwenderisch und galt als trunksüchtig. Bereits 1540 verkaufte er seine Jennelter Herrschaft an seinen Verwandten Christoph von Ewsum, 1560 das Haus Asinga in Warffum (Groningen), 1560 und 1562 noch Land zu Visquard sowie Ländereien zu Jennelt, die ihm noch gehörten. 1565 war er schließlich gezwungen, auch die Burg und die Herrlichkeit Pewsum zu verkaufen, die für 80.000 Gulden von Katharina von Schweden, der Gattin des damaligen Landesherrn, Graf Edzard II., erworben wurden. Dennoch konnte das Ehepaar die Häuser Kranenburg und Staverden (bei Zwolle bzw. Harderwijk) erwerben.
Hoyko war ein begeisterter Förderer der Reformation. Sein Großonkel Poppo Manninga († 1540) war dagegen der letzte katholische Propst von Emden. Vermutlich hat Hoyko insgeheim den Sektierer Hendrik Niclaes, der 1560 von der Stadt Emden ausgewiesen wurde, unterstützt. Er war 1566 einer der Initiatoren des Bildersturms im Groningerland. Als Kirchenpatron in Pewsum, Campen und Woquard hat er niederländische Glaubensflüchtlinge als Pfarrer eingesetzt. Hoyko starb 1568, möglicherweise gefallen in der Schlacht bei Heiligerlee oder der bei Jemgum. Seine Witwe ließ sich auf der Kranenburg nieder und heiratete 1570 den Marranen Gabriel de Salazar.
Hoyko Manninga wird in der Literatur gelegentlich mit seinem Vetter zweiten Grads Hayo Manninga von Langhaus zu Lütetsburg und Dijksterhuis († 1591) verwechselt, dem Erbauer des Hauses Langhaus in der Westermarsch bei Norden. Dieser war ebenfalls im Groningerland begütert; er war gräflicher Rat am Hof Edzard II., Bürgermeister von Norden und später Landschaftsdeputierter in der Ständeversammlung der Groninger Ommelanden.